# Chad Hurley

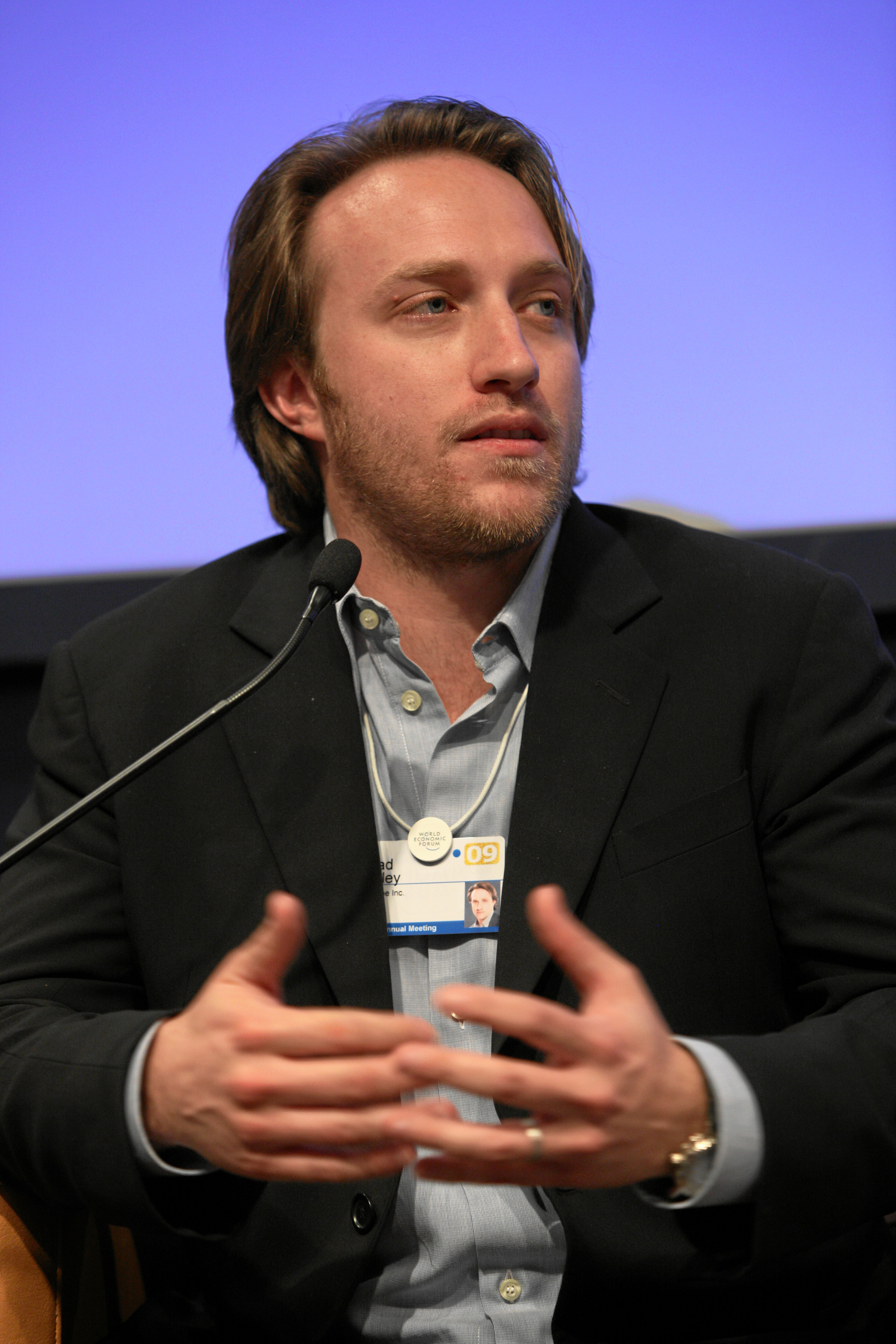
Chad Hurley (2009)

Chad Hurley (* 24. Januar 1977 in Birdsboro, Pennsylvania) ist ein US-amerikanischer Unternehmer. Bekannt wurde er als einer der Gründer des Videoportals YouTube und MixBit, dessen Chief Executive Officer er war.

## Leben
Hurley studierte Grafikdesign an der Indiana University of Pennsylvania und arbeitete anschließend als Grafiker für PayPal, wo er unter anderem das bis Anfang 2014 verwendete Logo entwarf.
Im Jahr 2005 gründete er zusammen mit Steve Chen und Jawed Karim YouTube und verkaufte es im Oktober 2006 für 1,31 Milliarden Euro an Google.
Neben seiner Tätigkeit bei YouTube tritt Hurley als Redner auf (u. a. beim Weltwirtschaftsforum 2007) und unterstützt Filmproduktionen, wie etwa bei dem Film Thank You for Smoking.
2007 wurde Hurley zusammen mit Steve Chen von der International Academy of Digital Arts and Sciences bei der 11. Verleihung des Webby Awards als Personen des Jahres mit einem Preis ausgezeichnet.
2013 gründete Hurley zusammen mit dem YouTube-Mitbegründer Steve Chen die Video-App Mixbit, die jedoch nach wenigen Jahren wieder eingestellt wurde.
Chad Hurley ist mit Kathy Clark verheiratet, der Tochter des Silicon-Valley-Unternehmers und Netscape-Mitbegründers James Clark.

## Vermögen
Schätzungen belaufen sich auf 400 bis 500 Millionen US-Dollar.